# Gaston Nguyen
Gaston Nguyen Manh (* 12. März 2008 in Göttingen) ist ein deutscher Basketballspieler.

## Werdegang
Nguyens Schwester Lea spielte in der Damen-Bundesliga für die BG 74 Göttingen. Er erlernte das Basketballspiel in der Jugend des ASC Göttingen.
2024 wurde Nguyen ins Bundesliga-Aufgebot der BG Göttingen aufgenommen. Im Oktober 2024 setzte BG-Trainer Olivier Foucart den Aufbauspieler erstmals in einem Bundesligaspiel ein.